# Buliang
Buliang is een bestuurslaag in het regentschap Batam van de provincie Riouwarchipel, Indonesië. Buliang telt 47.010 inwoners (volkstelling 2010).